# Šimon Bilina
Šimon Bilina (* 28. července 1995 Příbram) je český herec a zpěvák.

## Životopis
Narodil se v Příbrami, vyrůstal v Sedlčanech, kde absolvoval osmileté gymnázium. V roce 2020 vystudoval činoherní herectví na Divadelní fakultě Janáčkovy akademie múzických umění v Brně. V roce 2020 si zahrál poručíka Dolochova v inscenaci Divadla ABC Vojna a mír v režii Michala Dočekala; roku následujícího namluvil společně s Hanou Drozdovou podcast Historky, sestávající z her inspirovaných událostmi z českých nebo světových dějin. V roce 2022 nazkoušel roli v muzikálu Branický zázrak režiséra Jana Svěráka, s hudbou Tomáše Kluse.
V roce 2022 ztvárnil jednu z hlavních postav, Adama „Haďáka“ Hrušku, v televizním seriálu Zoo.
Vedle divadelní a filmové tvorby se Šimon věnuje také tvorbě hudební. Po několika alternativních projektech, jako například 440 Hc, nazpíval duet „Nebreč“ s Davidem Stypkou, který byl dvojnásobně oceněn v anketě Žebřík 2024 - Píseň roku a Klip roku. 
S herečkou Jitkou Čvančarovou nazpíval píseň „Obijmy“ na podporu napadené Ukrajiny a následně se vydal sólovou hudební cestou s debutovým singlem „To svý“. Ten následovali další písně, jako „Máme to stejný“ s Tamarou Klusovou, „Slunečnice“ s členy Bilinovi umělecké skupiny Ubuntu, píseň „Hej horo divoká“ s kolegy Robinem Schenkem a Richardem Autnerem nebo píseň "Ananas" s Tali (Natálií Schejbalovou). 

## Filmografie
| Rok  | Název            | Role                | Poznámky                                  |
| ---- | ---------------- | ------------------- | ----------------------------------------- |
| 2018 | Život je hra     | kamarád Evy         | internetový seriál, díl: Neukázat pindíka |
| 2019 | Modrý kód        |                     | televizní seriál, díl: Míjení             |
| 2019 | Lotte am Bauhaus | Marcel Breuer       | televizní film                            |
| 2020 | Specialisté      | Filip Lánský        | televizní seriál, díl: Z dobré rodiny     |
| 2021 | Anatomie života  |                     | televizní seriál, díl: Havárie            |
| 2022 | Zoo              | Adam „Haďák“ Hruška | jedna z hlavních rolí, televizní seriál   |
| 2022 | Odznak Vysočina  | Antonín Vízner      | televizní seriál, díl: Spirála            |
| 2022 | Šéfka            | taxikář Jiříček     | televizní seriál, díl: Odhalení           |
| 2022 | Špunti na cestě  | pivní frajer        | televizní seriál                          |
| 2022 | Běžná selhání    | soused              |                                           |
| 2025 | ZOO Nové začátky | Adam „Haďák“ Hruška | televizní seriál                          |